# Vitos Herborn

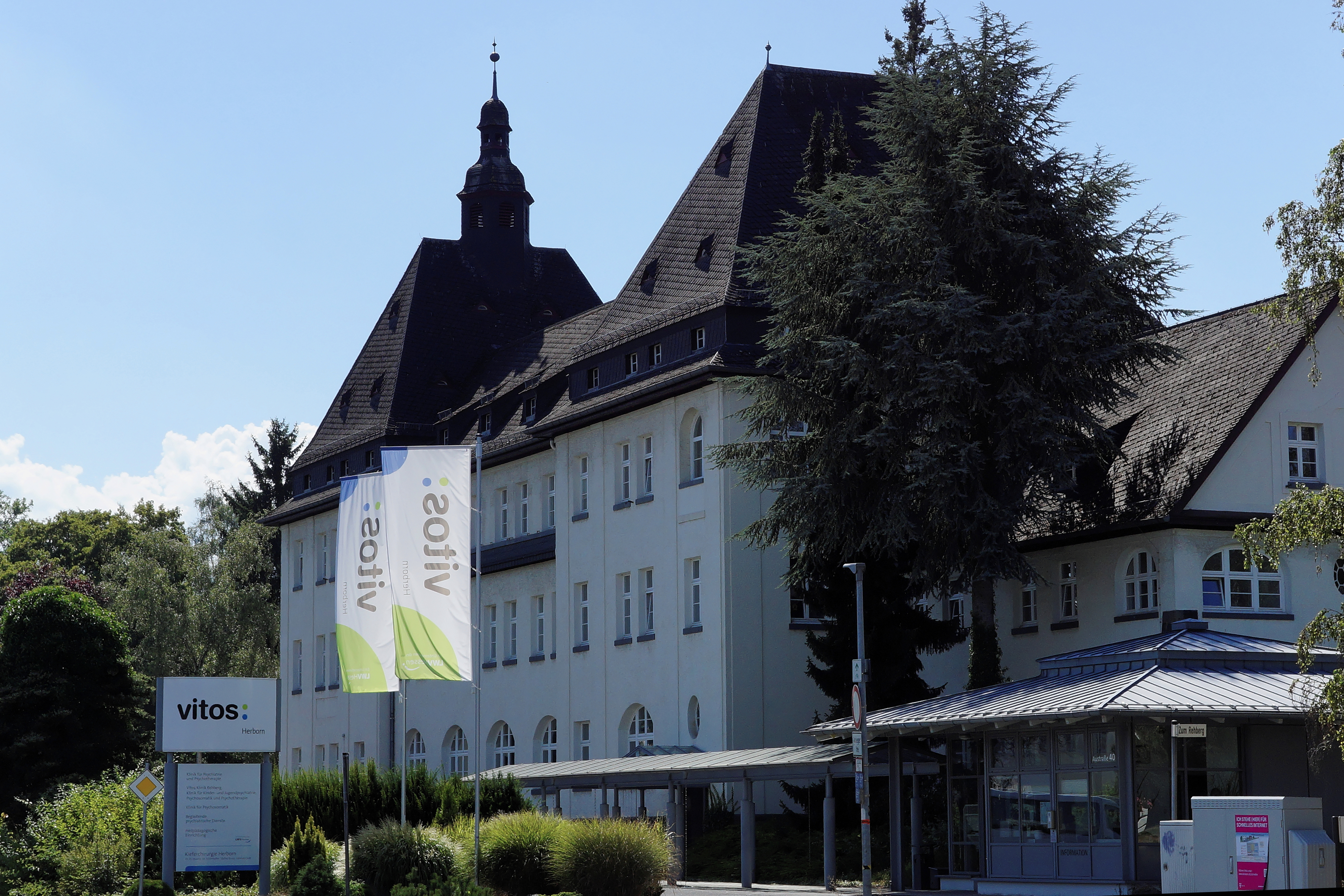
Vitos Herborn, Verwaltungsgebäude

Vitos Herborn ist eine psychiatrische und psychosomatische Klinik in Herborn, die im Jahr 1911 als Landes-Heil- und Pflegeanstalt gegründet wurde. Die Anlage beherbergt das Klinikum, den begleitenden psychiatrischen Dienst, die Schule für Gesundheitsberufe Mittelhessen und ein Psychiatriemuseum. Die Gesamtanlage steht unter Denkmalschutz.

## Lage und Beschreibung
Der Kern der Anlagen beschränkt sich auf das Gelände südlich der Straße Zum Rehberg und westlich der Austraße in Herborn. Es befindet sich auf dem Osthang des Rehbergs und zeigt sich entsprechend absteigend. Geprägt wird es von dem umfangreichen Baumbestand auf dem Gelände.
Als Sachgesamtheit steht die Bebauung des Areals unter Denkmalschutz. Der Zugang zum Gelände liegt bei dem an der Austraße gelegenen Verwaltungsgebäude. Gekennzeichnet ist die Architektur der Gebäude durch die steilen Walmdächer, den Verzicht auf historistische Architekturformen, die Versuche, quasi ornamentale Gebäudeformen aus Details zu entwickeln (z. B. die in der Fassadenfront hervortretenden Treppenhäuser), und die konsequente freistehende Anordnung der Gebäude.

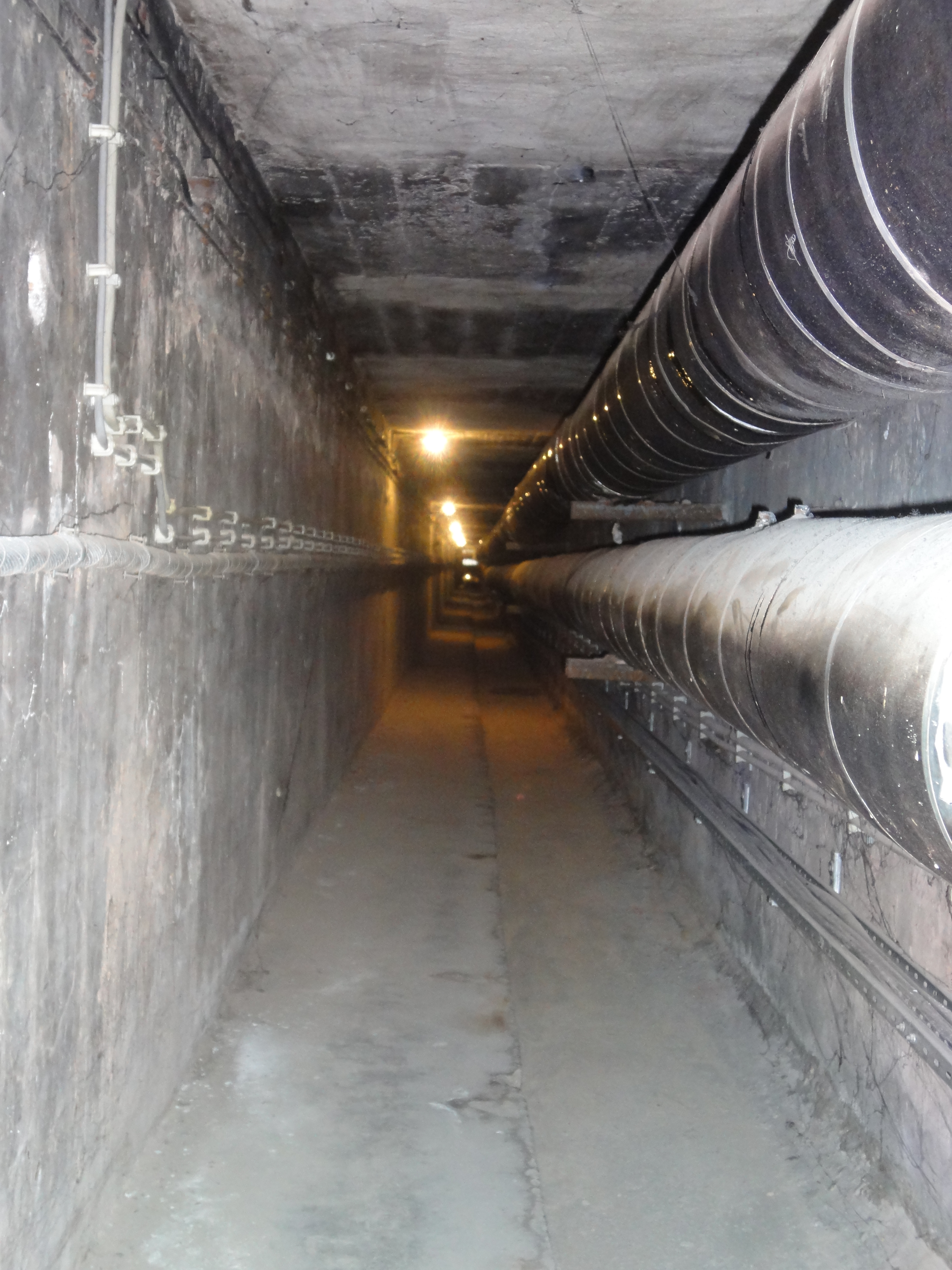
Tunnelanlage des Heizkraftwerks

Verbunden werden die Gebäude durch Tunnel, die von dem alten Heizgebäude ausgehen. Bekannt ist, dass die Bewohner während Luftangriffen im Zweiten Weltkrieg in diesen Schächten Schutz suchten.

## Organisation
Vitos Herborn ist eine gemeinnützige Gesellschaft und die Trägergesellschaft von sechs Einrichtungen:
- Vitos Klinik für Psychiatrie und Psychotherapie
- Vitos Klinik für Psychosomatik
- Vitos Kinder- und Jugendklinik für psychische Gesundheit Herborn
- Vitos Kinder- und Jugendklinik für psychische Gesundheit Hanau
- Vitos begleitende psychiatrische Dienste Herborn
- Vitos Schule für Gesundheitsberufe Mittelhessen (im Verbund mit Vitos Herborn und Vitos Weilmünster)

Vitos Herborn ist eine Tochtergesellschaft der Vitos GmbH, deren Alleingesellschafter der Landeswohlfahrtsverband Hessen ist.

## Geschichte

### Gründung als Landes-Heil- und Pflegeanstalt

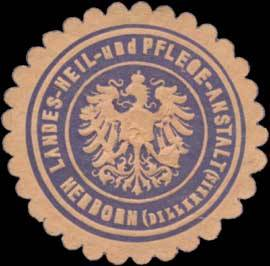
Siegelmarke Landes-Heil- und Pflege-Anstalt Herborn

Die Geschichte von Vitos Herborn beginnt mit der Gründung als Landes-Heil- und Pflegeanstalt im Jahr 1911. Sie war dem kontinuierlichen Anstieg der Zahl von Menschen geschuldet, die in psychiatrischen Anstalten untergebracht waren. Deren Zahl hatte sich in der reichsweiten Betrachtung von 40.375 im Jahr 1877 auf 120.872 im Jahr 1901 nahezu verdreifacht. Vor diesem Hintergrund hatte der Bezirksverband Wiesbaden bereits 1903 eine Ausschreibung gestartet, die die Suche von Baugrund in der Größe von 100 bis 120 Morgen umfasste. Da für die Verwirklichung einer psychiatrischen Anstalt im modernen Pavillonstil, wie er in Deutschland erstmals bei den Anstalten in Marburg und Düsseldorf-Grafenberg realisiert worden war, mehr Grundfläche benötigt wurde, speziell um langfristig Wirtschaftlichkeit und Aufnahmekapazität zu sichern, folgte eine zweite Ausschreibung, die 400 bis 500 Morgen Land umfasste. Von zwanzig Gemeinden, die sich an der Ausschreibung beteiligten, kamen drei in die nähere Auswahl: Montabaur, Hadamar und Herborn. Maßgeblich hierfür waren viele Anforderungen, unter anderem eine gute Bahnanbindung, eine hohe Bodenqualität für die Landwirtschaft, sichere Wasserversorgung, aber auch die Zugänglichkeit höherer Schulen für die Kinder der Ärzte und des Direktors. Die Entscheidung fiel letztlich für Herborn, da die Stadt den Bau eines neuen Wasserwerks zusicherte und das Bauland teilweise kostenlos überließ.
Der Kommunallandtag beschloss am 27. April 1906 den Bau der dritten psychiatrischen Anstalt in Herborn. Als Architekten wurden die mit dem Krankenhausbau erfahrenen und national wie international angesehenen Berliner Architekten Heino Schmieden und Julius Boethke beauftragt.
Die Baukonzession wurde im Januar 1908 erteilt. Nach dreijähriger Bauzeit fand am 1. März 1911 die offizielle Eröffnung statt. Bezogen wurden die Anstalt durch die ersten Kranken aber erst Ende Juni 1911. Zu diesem Zeitpunkt waren allerdings weite Teile der Anlage noch nicht fertiggestellt.
Erster Direktor wurde Richard Snell, der bis dahin die Landes-Heil- und Pflegeanstalt Weilmünster geleitet hatte. Das Personal kam überwiegend aus Bayern und Baden-Württemberg und musste in den ersten Monaten in den Patientensälen schlafen, da die Personalwohnungen noch nicht fertiggestellt waren. Die letzten Gebäude der Neubauphase, das Frauen-Halbruhigenhaus und das Männer-Unruhigenhaus, wurden 1914 fertiggestellt.

### Architektonische Konzeption
Grundlage für das architektonische Konzept war der seinerzeit im Krankenhausbau moderne Pavillonstil. Die Anlage wurde für 1000 bis 1200 Kranke ausgelegt.
Das Gelände war in Funktionszonen eingeteilt. Dies waren die Patientengebäude, die Personalwohngebäude, der Verwaltungsbereich, der Gutshof mit der Gärtnerei und das Heizwerk.

„Das Bestreben der Architekten ging dahin, alle Forderungen des Bauprogrammes in möglichst vollkommener Weise zu erfüllen und dabei die Zweckbestimmung des Gebäudes nach außen hin zu einem klaren Ausdruck kommen zu lassen, trotzdem aber der Gesamterscheinung einen malerischen Ausdruck zu geben, damit sie sich in das Gesamtbild gut einfüge.“

Die Unterbringung der Patienten in freistehenden Gebäuden auf dem parkartigen Gelände sowie die Schaffung eines zentralen Bereiches mit Festsaal ermöglicht Chancen zu Gemeinschaft wie auch zum gesellschaftlichen Rückzug.

### Der Erste Weltkrieg
Schon mit der Mobilmachung vor Kriegsbeginn kündigten sich gravierende Einschnitte an der Anstalt an. Diese ergaben sich aus den Einberufungen sowohl von Ärzten als auch von fast allen leistungsfähigen Pflegern. Mit Snell verblieben nur zwei weitere Ärzte, die zudem mit wachsenden Patientenzahlen konfrontiert waren. Den Ersatz bildeten vermehrt aufgrund von körperlichen Gebrechen vom Militärdienst zurückgestellte junge und auch wegen ihres Alters nicht mehr militärpflichtige Männer, die in aller Regel keine Erfahrung im Umgang mit Psychiatriepatienten aufwiesen. Zudem war die Fluktuation sehr hoch, da in den Rüstungsbetrieben deutlich bessere Gehälter gezahlt wurden. Entsprechend eingeschränkt wurde der Pflegebetrieb.
Die zweite große Problematik während des Krieges war die angespannte Ernährungslage, die in einer Hungersituation an der Anstalt endete. Insgesamt war die Ernährungslage im gesamten Deutschen Reich schlecht; der Krieg wandelte sich schon bald von einem schnellen Bewegungskrieg in einen Stellungskrieg. Die militärische Führung hatte dabei die Kapazitäten der deutschen Landwirtschaft über- und die Abhängigkeit von Nahrungsmittelimporten unterschätzt. Nahrungsmittel mussten rationiert werden, ein Zukauf auf dem freien Markt war aufgrund der stark gestiegenen Preise kaum möglich. Dabei standen Bewohner wie auch das Personal psychiatrischer Anstalten auf der Ernährungshierachie ganz unten. Zunächst wurden das Militär oder auch die Arbeiter in Rüstungsbetrieben versorgt.
In Herborn konnte die Situation durch den angegliederten Gutshof etwas entspannt werden, dessen Erträge für die Versorgung der Patienten verwendet wurden. Durch verschiedene Maßnahmen versuchte die Anstaltsleitung in Herborn den Auswirkungen der Unterversorgung zu begegnen, wie durch die Einführung fleischloser Tage oder die Herabsetzung der Brot- und Kartoffelzuweisungen. Ab 1916 war die Ernährungslage aber schon so schlecht, dass Löwenzahn, Komfrey und Runkelrüben zur Versorgung der Patienten herangezogen wurden, um zumindest eine weitere Gewichtsabnahme der Menschen zu verhindern. Die katastrophale Ernährungslage gipfelte reichsweit im Steckrübenwinter 1916/17. Während 1914 bei einem Patientenbestand von 448 Menschen 63 Todesfälle registriert wurden, waren dies bei 1917 bei einem Bestand von 428 Menschen 170 Tote. Dramatisiert wurde die Situation durch das Auftreten der Spanischen Grippe, die in ihren drei Wellen auch die Anstalt Herborn traf. In ihrem durch die Mangelernährung geschwächten Zustand traf diese Grippe die Bewohner besonders, so dass auch 1918 nochmals 89 Todesfälle notiert wurden, bei einem deutlich zurückgegangenen Patientenbestand von lediglich 299 Menschen.
Eine besondere Beachtung verdient in der Zeit des Krieges auch die Aufnahme – wenn auch nur weniger – psychisch geschädigter Soldaten. Der Umgang mit diesen Menschen stand dabei im Widerspruch zu vielen zeitgenössischen Ansichten. Die Soldaten wurden in Herborn nicht – wie in der weltweiten Psychologie vielfach üblich – als Simulanten, Drückeberger oder Homosexuelle behandelt oder sogar bestraft. Eine Stigmatisierung der Soldaten erfolgte in Herborn nicht, meist wurde das Krankheitsbild als Kriegsneurose bezeichnet. Man behandelte die Soldaten mit dem Ziel, diese möglichst schnell wieder als kriegstauglich zu entlassen. Dabei beschränkte man sich in Herborn darauf, die betroffenen Soldaten von allem, was an den Krieg erinnerte, fernzuhalten. Sie wurden zwischen zivilen Patienten untergebracht, um zu verhindern, dass die Soldaten untereinander über Kriegserinnerungen sprachen.

### Zeit des Nationalsozialismus
Der Träger der Anstalt, der Bezirksverband des Regierungsbezirks Wiesbaden, war schon seit den 1920er Jahren parteipolitisch bestimmt. Er wirkte nach der Machtergreifung der Nationalsozialisten maßgeblich daran mit, die menschenverachtende NS-Ideologie in allen Einrichtungen umzusetzen. Entsprechend einfach gestaltete sich auch die Integration der Anstalt Herborn. Hinzu kam, dass 1932 Paul Schiese den Direktorenposten von dem in Rente gegangenen Richard Snell übernommen hatte.

#### Zwangssterilisationen
Zum 1. Januar 1934 trat das Gesetz zur Verhütung erbkranken Nachwuchses (GezVeN) vom 14. Juli 1933 in Kraft. Es diente im nationalsozialistischen Deutschen Reich der sogenannten Rassenhygiene.
1934 wurde in Herborn, wie auch in der Anstalt Eichberg, nach entsprechender Genehmigung durch das Innenministerium eine Operationsabteilung unter Leitung von Wilhelm Stemmler eingerichtet. Von Dezember 1934 an wurden in Herborn an Patienten aus den vier Landesheilanstalten (Eichberg, Weilmünster, Hadamar und Herborn) wie auch weiteren Anstalten Zwangssterilisationen durchgeführt. Dabei fanden in Herborn besonders häufig die zugehörigen Operationen statt. Dies ist zum einen auf die geographische Lage von Herborn zurückzuführen, da Herborn aus Hadamar und Weilmünster günstiger zu erreichen war als die Anstalt Eichberg. Zum anderen standen in Herborn aber auch deutlich mehr Räumlichkeiten für die Nachbehandlung der geschädigten Menschen zur Verfügung. Speziell zwangssterilisierte Frauen mussten zur Wundheilung einige Wochen in Herborn bleiben. Um der Masse an Zwangssterilisationen zu begegnen, war schon im Laufe des Jahres 1934 zusätzliches Stationspersonal speziell für die Sterilisationsabteilung eingestellt worden.
Die Abteilung bestand bis August 1939. Insgesamt wurden 1188 Menschen in Herborn durch Zwangssterilisationen geschädigt. Stemmler verließ die Anstalt; er war zur Wehrmacht einberufen worden.

#### Zwischenanstalt

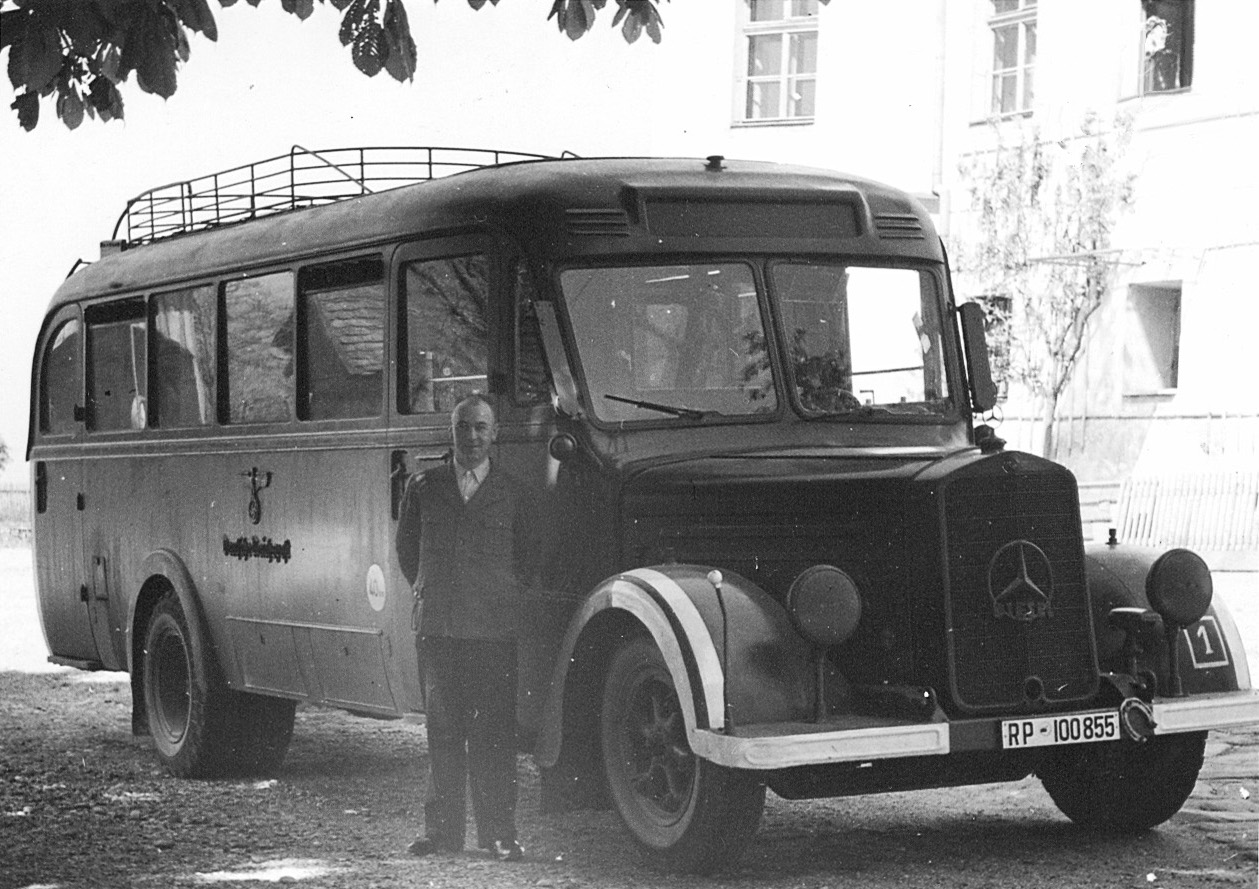
Gekrat-Bus

Ende 1939 wurden im Rahmen der Aktion T-4 verschiedene Heil- und Pflegeanstalten zu Tötungsanstalten umgebaut. Dort wurden im NS-Jargon als „unnütze Esser“ bezeichnete Menschen unter anderem durch Vergasen massenhaft vernichtet. Die Anstalt in Herborn war Zwischenanstalt der Tötungsanstalt Hadamar wie auch die Anstalten in Andernach, Eichberg, Scheuern, Idstein (Kalmenhof) und Weilmünster. In Hadamar wurden ab Januar 1941 Tötungen durchgeführt. Funktion der Zwischenanstalten war die „Zwischenlagerung“ der für Hadamar bestimmten Transporte. Das heißt, es sollte sichergestellt werden, dass nur so viele Opfer angeliefert wurden, wie unmittelbar darauf ermordet werden konnten.
Die ersten Opfer der Morde waren 38 jüdische Patienten. Diese wurden am 25. September 1940 in die Anstalt Gießen verlegt. Gießen diente seinerzeit hierbei als Sammelanstalt für Nordhessen. Am gleichen Tag trafen aus neun weiteren Anstalten Juden in Gießen ein. Insgesamt handelte es sich um 126 Menschen, die am 1. Oktober 1940 in die Tötungsanstalt Brandenburg gebracht wurden und wahrscheinlich noch am gleichen Tag in der dortigen Gaskammer ermordet wurden.
Im Juni 1940 wurden auch in Herborn Meldebögen zur Selektion verteilt, mit denen die Patienten erfasst wurden und die an den Reichsausschuß zur wissenschaftlichen Erfassung von erb- und anlagebedingten schweren Leiden zurückgeschickt wurden. Dort wurde dann über Leben und Tod entschieden. Auf der Grundlage dieser Meldebögen wurden in neun Transporten zwischen dem 24. Januar 1941 und dem 24. März 1941 zunächst insgesamt 652 Stammpatienten nach Hadamar verfrachtet und dort kurz nach der Ankunft auch hier durch Vergasung ermordet. Die Anstalt wurde so „frei gemacht“ zur Aufnahme von Zwischenanstaltspatienten.
Der erste Transport von Zwischenanstaltspatienten erreichte Herborn am 9. April 1941 aus der Anstalt Lüneburg. Die Verlegungen nach Herborn erfolgten immer per Bahn. Demgegenüber erfolgten die Verlegungen nach Hadamar immer mit sogenannten Gekrat-Bussen. Es folgten Transporte aus Merxhausen, Marburg, Warstein und Aplerbeck. Insgesamt trafen 885 Menschen ein, von denen 18 vor dem Weitertransport verstarben und 858 nach Hadamar in den Tod geschickt wurden. In diesem Rahmen wurden auch nochmals 72 Stammpatienten aus Herborn nach Hadamar in den Tod geschickt.
Am 24. August 1941 gab Hitler die mündliche Weisung, die Aktion T-4 zu beenden und die „Erwachseneneuthanasie“ in den sechs Tötungsanstalten einzustellen. Diese Weisung beruhte auf den öffentlichen Protesten gegen die Aktion. Die „Kinder-Euthanasie“ wurde jedoch fortgesetzt, ebenso die dezentrale Tötung behinderter Erwachsener in einzelnen Heil- und Pflegeanstalten.

#### Lazarett
Am 12. Juli 1941 wurde die Anstalt von der Aufgabe der Unterbringung, Bewahrung und Pflege Geisteskranker per Anordnung entbunden. Sie sollte bis zum 31. Juli 1941 aufgelöst und ein Kinderlandverschickungsheim für 1200 Kinder eingerichtet werden. Am 23. Juli 1941 war die Anstalt bereits bis auf 270 auf dem Gutshof und in den Wirtschaftsbetrieben arbeitende Kranke geräumt. Ende Juli wurde ein Haus mit 75 Kindern belegt.
Am 12. August 1941 forderte die Wehrmacht, vermutlich angesichts des am 22. Juni 1941 begonnenen Krieges gegen die Sowjetunion, die Nutzung der Anstaltsanlagen als Lazarett an und nahm sie auch am selben Tag in Anspruch. Bis zum 1. März 1942 erfolgte die Einrichtung mit 1200 Betten. Am 31. August trafen die ersten Verwundeten ein. Im Oktober 1941 war das Lazarett bereits voll belegt. Die 270 in der Anstalt verbliebenen Kranken wurden von nun an auch zum Betrieb des Lazaretts herangezogen. Wesentlicher Bestandteil war auch hierbei der Betrieb des Gutshofs mit Landwirtschaft und Viehhaltung, um die Verpflegung sicherzustellen. Fakt ist, dass ohne die Arbeit der Kranken der Betrieb des Lazaretts so nicht möglich gewesen wäre.
Als am 23. März 1945 die Alliierten in Herborn einrückten, ging die Verwaltung des Lazaretts an die Amerikaner über. Im Mai 1946 übernahm die deutsche Zivilverwaltung die Leitung des Lazaretts. Zunächst war der Landrat des Kreises, später der Kommunalverband des Regierungsbezirks Wiesbaden zuständig. Paul Schiese übernahm bis zu seinem Ruhestandsantritt am 1. April 1947 die Gesamtleitung. Die Anstalt nahm fortan wieder psychiatrische Patienten auf.

### Nachkriegszeit
Im April 1945 wurde Herborn durch die Amerikaner besetzt. In den Anstalten befanden sich zu diesem Zeitpunkt noch etwa 2600 verwundete deutsche Soldaten und 300 Psychiatriepatienten. Durch die Entlassungen der Soldaten wurden nach und nach wieder die Gebäude frei, so dass die Anzahl der psychiatrischen Patienten wieder stieg, bis sie in den 1950er Jahren bei einer durchschnittlichen Belegung von 1100 Patienten lag. Neben Patienten aus anderen Anstalten, wie unter anderem einem Kindertransport aus der Anstalt Weilmünster 1946 und traumatisierten Soldaten der Wehrmacht aus einem Sanatorium bei Oberursel, wurden ab Oktober 1946 über 200 alte und sieche Flüchtlinge aus dem Sudetenland und benachbarten Flüchtlingslagern untergebracht, die anderweitig nicht versorgt werden konnten. Das Altersheim wurde 1951 aufgelöst, nachdem diese Menschen auf andere Einrichtungen verteilt werden konnten.

#### Chirurgische und Orthopädische Klinik
Die bis 1976 bestehende Chirurgische und Orthopädische Klinik entstand aus dem Lazarett. Dieses war mit dem Einmarsch der Amerikaner als Hauptlazarett weitergeführt worden. Ende 1945 wurden noch 1788 Verwundete im Lazarett betreut. Mit der Übernahme durch die deutschen Zivilbehörden am 22. Mai 1946 hatte Schiese wieder die Gesamtleitung inne, formell war damit das Lazarett aufgelöst.
Faktisch wurde es aber als chirurgische Abteilung weitergeführt. Ein Großteil der Verwundeten verließ die Anstalt. Ende 1946 waren noch 224 verblieben, die meisten hiervon Langzeitpatienten, die noch in Kriegstagen eingeliefert worden waren. Dies änderte sich im Lauf des Folgejahres. 1947 wurden 199 Neuzugänge registriert, davon 75 % durch Einweisung durch Krankenkassen, während 280 Patienten entlassen oder verlegt wurden. Insgesamt reduzierte sich damit bis Ende März 1948 die Belegung auf 127 Patienten, wovon nur noch 77 aus dem ehemaligen Hauptlazarett stammten. Von September 1949 an hatte die Abteilung einen Bettenbestand von 120 Stück.
Am 30. Mai 1985 hielt der Astronaut James Irwin einen Vortrag an der Klinik.

#### ’s Heinzje
Heinz Friese (* 16. März 1926 in Elbing (Ostpreußen); † 30. Juni 1998 in Herborn), besser bekannt als ’s Heinzje, kam 1946 an die Anstalt nach Herborn und entwickelte sich zum Stadtoriginal. Seit 1933 war der kleinwüchsige Friese bereits in unterschiedlichen Anstalten gewesen. Bis zu seinem Lebensende lebte er an der Anstalt. Er erledigte für Herborner Geschäftsleute viele Botengänge und kehrte die Straße vor den Geschäften. Er war in Herborn so präsent, dass der Kunstmaler Ernst Grimm ihn 1986 anlässlich des Hessentags in Herborn porträtierte. Seit Ende 2017 ist seine lebensgroße Bronzestatue (gemeinsam mit der "Katzenmarie" und Ernst De La Motte) als 2. Bürgerdenkmal am Platz an der Linde in der Herborner Fußgängerzone zu sehen.

## Vitos Kinder- und Jugendklinik für psychische Gesundheit Herborn

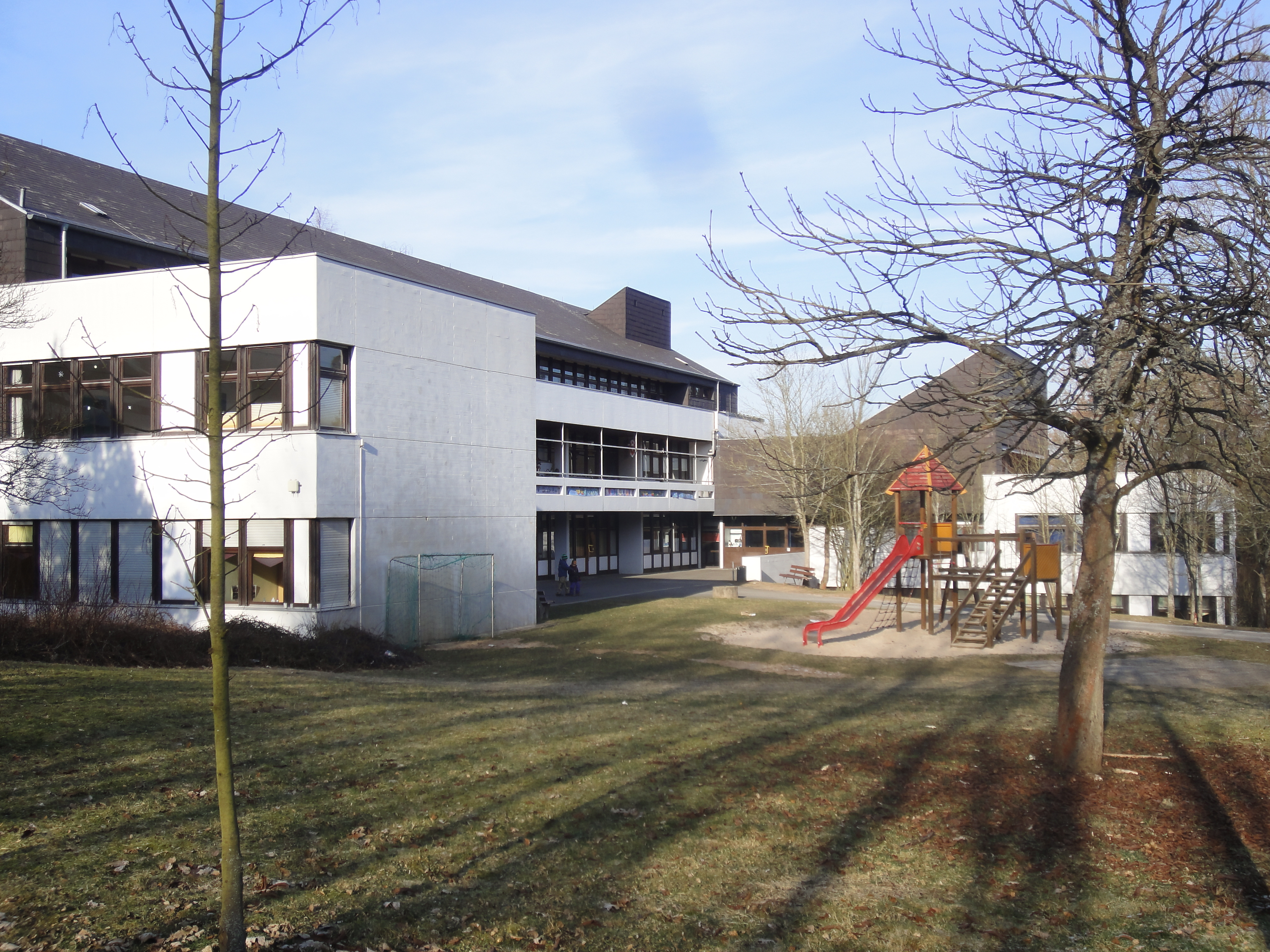
Vitos Klinik Rehberg

Die Geschichte der kinder- und jugendpsychiatrischen Klinik begann 1975. Sie wurde als selbstständige medizinische Einrichtung eröffnet und übernahm die Kinder-Abteilung des damaligen Psychiatrischen Krankenhauses. Sie verfügte damals über 144 Betten und versorgte sechs hessische Landkreise.
In ihren Anfängen war die Klinik ausschließlich mit Patienten belegt, die kognitiv und körperlich behindert waren. Allmählich änderte sich dies und es wurden Kinder und Jugendliche mit den heute bekannten Störungsbildern aufgenommen.
Die heutige Fachklinik für Kinder- und Jugendpsychiatrie, Psychosomatik und Psychotherapie behandelt sämtliche Störungsbilder des Kinder- und Jugendalters in allen Schweregraden. Die Behandlung erfolgt ambulant, teilstationär oder vollstationär. Pflichtversorgungsgebiet der Klinik sind die Landkreise Lahn-Dill-Kreis und Limburg-Weilburg.

## Psychiatriemuseum Herborn

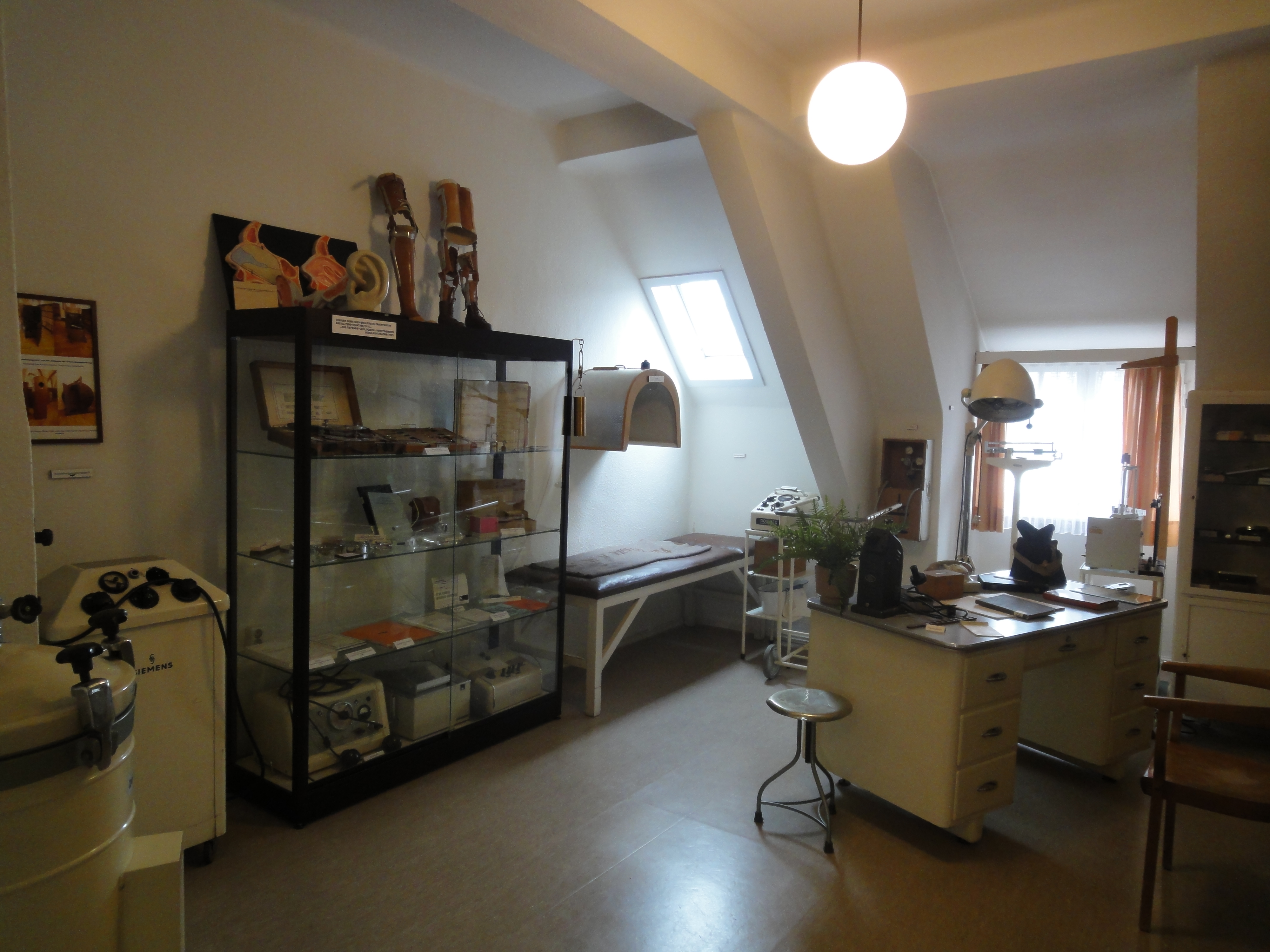
Ausstellung im Psychiatriemuseum

Seit 1991 ist im Haus 13 ein Psychiatriemuseum eingerichtet. In fünf Räumen erfahren die Besucher Wissenswertes über die Geschichte der 1911 gegründeten Landesheil- und Pfleganstalt Herborn sowie über verschiedene psychiatrische Behandlungsmethoden. Die ausgestellten Exponate stammen aus der Anstalt. Das Museum verdeutlicht, wie sich der gesellschaftlichen Umgang mit psychisch kranken Menschen im Lauf der Geschichte verändert hat.